# Селянка (Березинський район)
Селянка (біл. вёска Селянка) — село в складі Березинського району Мінської області, Білорусь. Село підпорядковане Ушанській сільській раді, розташоване в східній частині області.